# Ikinet Brook
Der Ikinet Brook ist ein 10 km langer Zufluss der Labradorsee im Norden von Labrador in der kanadischen Provinz Neufundland und Labrador.

## Flusslauf
Der Ikinet Brook entsteht am Zusammenfluss von Sikkoyavik Brook (links) und Umiakoviarusek Brook (rechts). Er fließt 10 km in überwiegend nordöstlicher Richtung und mündet in das Südufer der Okak Bay, 7 km südöstlich der Mündung des North River. Das Einzugsgebiet des Ikinet Brook umfasst ein Areal von 872 km². Es ist hauptsächlich Tundralandschaft.

## Sikkoyavik Brook
Der linke Quellfluss des Ikinet Brook, der Sikkoyavik Brook, hat seinen Ursprung in einem 480 m hoch gelegenen namenlosen See. Er fließt anfangs 35 km nach Osten. Anschließend wendet er sich auf den folgenden 10 Kilometern nach Norden. Auf den unteren 20 Kilometern wendet er sich allmählich nach Nordosten und Osten, bevor er auf den von Osten kommenden Umiakoviarusek Brook trifft. Der Sikkoyavik Brook hat eine Länge von 70 km.

## Umiakoviarusek Brook
Der rechte Quellfluss des Ikinet Brook, der Umiakoviarusek Brook, bildet den Abfluss des Umiakoviagusek Lake. Dieser See hat eine Fläche von 1110 ha und liegt auf einer Höhe von etwa 50 m. Der Umiakoviarusek Brook fließt vom östlichen Nordufer des Sees in überwiegend nordwestlicher Richtung. Dabei weist er mehrere Flussschlingen auf. Nach 24 Kilometern vereinigt er sich mit dem Sikkoyavik Brook zum Ikinet Brook.

## Flussfauna
Im Flusssystem des Ikinet Brook kommt der Wandersaibling vor.